# Genioliparis ferox
Genioliparis ferox är en fiskart som först beskrevs av Stein, 1978.  Genioliparis ferox ingår i släktet Genioliparis och familjen Liparidae. Inga underarter finns listade i Catalogue of Life.